# Métro de Xiamen

Tracé de ligne 1 ouverte fin 2017.

Le métro de Xiamen  (en chinois : 厦门地铁) est un système de métro qui dessert la ville de Xiamen et Zhangzhou, dans le Fujian en République populaire de Chine. Le réseau inauguré à la fin de 2017 comprend à cette date une ligne unique de 30 kilomètres desservant 24 stations. La construction de quatre autres lignes est prévue et devrait porter la longueur du réseau à 224 kilomètres vers 2022.

## Historique
La ville de Xiamen se situe sur la côte chinoise face au détroit de Taïwan. Le centre-ville est situé sur l'île de Xiamen (157 km2) et l'agglomération s'étend sur le continent situé à une distance de 1 ou 2 kilomètres. L'agglomération compte environ 4 millions d'habitants dont un peu moins de 2 millions vivent sur l'île.
La construction d'un réseau de métro est étudiée à partir du début des années 2000. La première phase de sa construction est approuvée en mai 2012, et les travaux débutent en novembre 2013. La première phase du réseau, dont le cout prévisionnel est chiffré à 50 milliards de yuans et qui doit s'achever en 2020, comporte 3 lignes (1,2,3) représentant 75,3 km de voies et 62 stations. En octobre 2016 le feu vert est donné pour la réalisation de la deuxième phase qui doit s'achever en 2022. Réalisée avec un budget de 100 milliards de yuans elle comprend 4 lignes représentant 67 stations et 152 kilomètres de voies,

## Réseau opérationnel
La seule ligne opérationnelle fin 2017 est la ligne 1 inaugurée le 31 décembre 2017. Cette ligne longue de 31,5 kilomètres comporte 24 stations. Les rames la parcourent en 50 minutes. Le dépôt est situé à l'extrémité nord de la ligne. La ligne est orientée nord-sud. Dans sa partie méridionale, elle circule dans l'île de Xiamen (9 stations) puis traverse le bras de mer pour rejoindre le continent sur lequel se situe 14 stations. Elle dessert en passant les gares ferroviaires de Xiamen et de Xiamen-Nord.

## Lignes en construction
Quatre lignes sont dans différentes phases de construction fin 2017 :
- La ligne 2 est longue de 41,6 kilomètres et comporte 32 stations. Elle va d'est en ouest en passant d'abord par  l'île de Xiamen puis après avoir traversé le bras de mer le continent. Elle dessert notamment l'aéroport de Xiamen et la station ferroviaire de Xiamen-Sud. Son ouverture est prévue fin 2019.
- La ligne 3 est longue de 37,86 kilomètres et comporte 26 stations. Elle va du nord-est au sud-ouest en passant d'abord par l'île de Xiamen puis après avoir traversé le bras de mer le continent. Elle dessert notamment le port de Xiamen. Son ouverture est prévue en 2022.
- La ligne 4 est longue de 69,6 kilomètres et comporte 18 stations.  Son ouverture est prévue en 2022.
- La ligne 6 est longue de 44,5 kilomètres et comporte 27 stations. Son ouverture est prévue en 2022.